# Zahlungsempfänger
Zahlungsempfänger (englisch payee) ist in der Wirtschaft ein Gläubiger, der eine Zahlung von einem Zahlungspflichtigen (Schuldner) erhält.

## Allgemeines
Zahlungsempfänger ist ein Begriff des Zahlungsdiensterechts. Das in allen EU-Mitgliedstaaten geltende Zahlungsdiensterecht benutzt den Rechtsbegriff des Zahlungsempfängers häufig und bietet auch eine Legaldefinition an. Das Zahlungsdiensteaufsichtsgesetz (ZAG) spricht vom Zahlungsempfänger als die natürliche oder juristische Person, die den Geldbetrag, der Gegenstand eines Zahlungsvorgangs ist, als Empfänger erhalten soll (§ 1 Abs. 16 ZAG). Als zahlungsverkehrstechnischer Zahlungsempfänger gilt allgemein ein Wirtschaftssubjekt (Privathaushalt, Unternehmen, öffentliche Verwaltung, Staat), das auf seinem Bankkonto eine Zahlungsgutschrift erhält. Zahlungsempfänger sind speziell auch Kreditnehmer bei Kreditauszahlungen und Kreditgeber bei Tilgungen und Zinszahlungen, Begünstigte von Bareinzahlungen oder Exporteure.

## Rechtsfragen
Der Zahlungsempfänger ist bei Kaufverträgen des Alltags der Verkäufer oder Lieferant, der die Zahlungsbedingungen festlegt und eine Barzahlung vom Käufer entgegennimmt. Dazu sind nach § 56 HGB auch Ladenangestellte in einem Laden befugt. Bei allen anderen Verträgen heißt der Zahlungsempfänger allgemein Gläubiger (Vermieter, Verpächter, Leasinggeber).
Der Begriff Zahlungsempfänger kommt auch in anderen Gesetzen vor. So beispielsweise in § 160 Abs. 1 Abgabenordnung, wonach Schulden, Betriebsausgaben, Werbungskosten und andere Ausgaben steuerlich nur berücksichtigungsfähig sind, wenn der Zahlungsempfänger benannt wird, oder in § 8 Rentenserviceverordnung, wonach es sich um einen Berechtigten handelt, der einen Anspruch auf Auszahlung besitzt.

## Zahlungsdiensterecht
Das Kreditinstitut („Zahlungsdienstleister“) wird nach § 675f Abs. 1 BGB durch einen Einzelzahlungsvertrag verpflichtet, vom Zahlungspflichtigen einen Zahlungsvorgang an den Zahlungsempfänger auszuführen. Im Regelfall geht dabei die Zahlungsaktivität vom Zahlungspflichtigen aus, indem er dem Zahlungsempfänger Buchgeld durch Autorisierung mittels Überweisung zukommen lässt.
Ausnahmsweise löst bei Lastschriften der Zahlungsempfänger den jeweiligen Zahlungsvorgang aus, indem er über seinen Zahlungsdienstleister dem kontoführenden Kreditinstitut des Zahlungspflichtigen die Lastschriften vorlegen lässt. Nach den Grundsätzen der Erfüllung einer Geldschuld ist die dem Lastschrifteinzug zugrunde liegende Forderung erst mit vorbehaltloser Gutschrift auf dem Konto des Zahlungsempfängers – auflösend bedingt – erfüllt. Mit vorbehaltloser Gutschrift erlangt der Zahlungsempfänger die erforderliche uneingeschränkte Verfügungsbefugnis über den Zahlungsbetrag. Im Inkassoverhältnis zwischen Gläubiger und seiner Bank ergeben sich im SEPA-Verfahren keine Änderungen. Im Fall des Einzugs der Forderung mittels Lastschrift bewirkt der Zahlungspflichtige mit der Kontogutschrift nicht die originär geschuldete Geldzahlung, sondern verschafft dem Gläubiger stattdessen einen Auszahlungsanspruch gegen dessen erste Inkassostelle. Eine solche rechtgeschäftliche Erfüllungsvereinbarung kann unter einer auflösenden Bedingung stehen, so dass die Rechtsfolge der Erfüllung im Falle des Bedingungseintritts entfällt. Allerdings hat der Gläubiger im SEPA-Basislastschriftverfahren – anders als im SEPA-Firmenlastschriftverfahren (§ 675e Abs. 4 BGB in Verbindung mit Abschnitt D. Nr. 2. 1. 1 am Ende) – erst acht Wochen nach der Belastungsbuchung auch eine endgültig gesicherte Rechtsposition erlangt. Bis zu diesem Zeitpunkt kann der Zahlungspflichtige von seiner Bank ohne Angabe von Gründen Erstattung des Zahlbetrages verlangen (§ 675x Abs. 1, Abs. 2, Abs. 4 BGB in Verbindung mit Abschnitt C. Nr. 2. 5 Abs. 1). Das Risiko des Zahlungsempfängers besteht insbesondere darin, dass seine Lastschrift mangels Kontodeckung nicht eingelöst und als Rücklastschrift ihm wieder zurück belastet wird.

## Wirtschaftliche Aspekte
Ein Zahlungsempfänger benötigt beim Empfang von Buchgeld (durch Gutschrift auf einem Girokonto) eine Bankverbindung. Bei vielen Dauerschuldverhältnissen des täglichen Lebens wird lediglich eine unbare Erfüllungsleistung akzeptiert (vertraglich in Arbeits- und Mietverträgen; durch Gesetz etwa in § 224 Abs. 3 Satz 1 AO, § 51 Abs. 1 BAföG, § 117 Abs. 1 Satz 2 ZVG). Arbeitnehmer oder Vermieter benötigen dann eine Bankverbindung. Fordert der Gläubiger zur unbaren Zahlung in Arbeits- oder Mietverträgen oder in Rechnungen auf, unterliegt eine dennoch vorgenommene Barzahlung keinem Annahmezwang; die Geldschuld erlischt erst mit unbarer Zahlungsweise.